# أليس كورديليا مورس
أليس كورديليا مورس (بالإنجليزية: Alice Cordelia Morse)‏ هي مُدرسة أمريكية، ولدت في 1 يونيو 1863، وتوفيت في 15 يوليو 1961 في نيويورك في الولايات المتحدة.